# Badminton-Bundesliga 2006/07
Die Badminton-Bundesligasaison 2006/07 bestand aus einer Vorrunde im Modus "Jeder-gegen-jeden" mit Hin- und Rückspiel und einer Play-off- bzw. Play-down-Runde. In der Play-off-Runde traten der 1. und der 4. sowie der 2. und der 3. in einem Hin- und Rückspiel gegeneinander an. Die Sieger der beiden Partien ermittelten den Deutschen Meister, ebenfalls in einem Hin- und Rückspiel. Meister wurde der 1. BC Bischmisheim, der den 1. BC Beuel EBT Berlin in beiden Finalspielen bezwang. Absteigen musste der Neuling TSV Neubiberg-Ottobrunn. Den Aufstieg in die 1. Liga schaffte der Südmeister VfB Friedrichshafen im Duell gegen den Nordmeister VfL 93 Hamburg. Nachdem TuS Wiebelskirchen Ende Juli 2007 seine Mannschaft aus der 1. Bundesliga zurückzog, durften auch die Hamburger noch aufsteigen.

## Vorrunde

### Endstand
| Platz | Verein                      | Punkte | Spiele |
| ----- | --------------------------- | ------ | ------ |
| 1.    | FC Langenfeld               | 24:4   | 84:28  |
| 2.    | 1. BC Bischmisheim          | 24:4   | 80:32  |
| 3.    | SG EBT Berlin               | 18:10  | 66:46  |
| 4.    | 1. BC Beuel                 | 14:14  | 53:59  |
| 5.    | SV Fortuna Regensburg       | 12:16  | 50:62  |
| 6.    | SC Union 08 Lüdinghausen    | 10:18  | 43:69  |
| 7.    | TSV Neubiberg-Ottobrunn (N) | 7:21   | 42:70  |
| 8.    | TuS Wiebelskirchen          | 3:25   | 30:82  |

## Play-off-Runde

### Halbfinale
| Datum     | Gastgeber          | Gast               | Ergebnis |
| --------- | ------------------ | ------------------ | -------- |
| 24.3.2007 | EBT Berlin         | 1. BC Bischmisheim | 3:5      |
| 25.3.2007 | 1. BC Bischmisheim | EBT Berlin         | 6:2      |
| 23.3.2007 | 1. BC Beuel        | FC Langenfeld      | 0:8      |
| 25.3.2007 | FC Langenfeld      | 1. BC Beuel        | 4:1      |

### Finale
| Datum     | Gastgeber          | Gast               | Ergebnis |
| --------- | ------------------ | ------------------ | -------- |
| 21.4.2007 | 1. BC Bischmisheim | FC Langenfeld      | 3:5      |
| 22.4.2007 | FC Langenfeld      | 1. BC Bischmisheim | 2:5      |

## Play-down-Runde

### Halbfinale
| Datum     | Gastgeber               | Gast                    | Ergebnis |
| --------- | ----------------------- | ----------------------- | -------- |
| 24.3.2007 | SC Union Lüdinghausen   | TSV Neubiberg-Ottobrunn | 6:2      |
| 25.3.2007 | TSV Neubiberg-Ottobrunn | SC Union Lüdinghausen   | 4:4      |
| 24.3.2007 | TuS Wiebelskirchen      | SV Fortuna Regensburg   | 2:6      |
| 25.3.2007 | SV Fortuna Regensburg   | TuS Wiebelskirchen      | 5:3      |

### Finale
| Datum     | Gastgeber               | Gast                    | Ergebnis |
| --------- | ----------------------- | ----------------------- | -------- |
| 21.4.2007 | TSV Neubiberg-Ottobrunn | TuS Wiebelskirchen      | 3:5      |
| 22.4.2007 | TuS Wiebelskirchen      | TSV Neubiberg-Ottobrunn | 8:0      |

## Endstand
- 1. 1. BC Bischmisheim
(Kristof Hopp, Michael Fuchs, Jochen Cassel, Thomas Tesche, Vladislav Druzchenko, Xu Huaiwen, Kathrin Piotrowski)
- 2. FC Langenfeld
(Przemysław Wacha, Björn Joppien, Mike Joppien, Thorsten Hukriede, Andreas Wölk, Nadieżda Kostiuczyk, Kamila Augustyn, Carola Bott, Fabienne Deprez, Heidemarie Deprez)
- 3. 1. BC Beuel
(Ian Maywald, Wu Yunyong, Ingo Kindervater, Marc Hannes, Marc Zwiebler, Christoph Clarenbach, Tommy Allroggen, Petra Overzier, Birgit Overzier, Mareike Busch, Jessica Willems)
- 3. SG EBT Berlin
(Xuan Chuan, Conrad Hückstädt, Dieter Domke, Michał Łogosz, Tim Dettmann, Johannes Schöttler, Karsten Lehmann, Johannes Szilagyi, Juliane Schenk, Nicole Grether, Joanne Nicholas, Janet Köhler)